# Prény
Prény is een gemeente in het Franse departement Meurthe-et-Moselle in de regio Grand Est en maakt deel uit van het arrondissement Nancy. De gemeente telde 373 inwoners op 1 januari 2022.

## Geschiedenis
De gemeente maakte tot 2015 deel uit van het kanton Dieulouard. Toen het kanton werd opgeheven op 22 maart 2015 werd Prény opgenomen in het kanton Pont-à-Mousson.

## Geografie
De oppervlakte van Prény bedraagt 15,09 vierkante kilometer; Op 1 januari 2022 was de bevolkingsdichtheid 24,7 inwoners per km².
De onderstaande kaart toont de ligging van Prény met de belangrijkste infrastructuur en aangrenzende gemeenten.

## Demografie
Onderstaande figuur toont het verloop van het inwonertal.

## Bezienswaardigheden
- Kasteel van Prény

Arnaville · Atton · Bayonville-sur-Mad · Blénod-lès-Pont-à-Mousson · Bouxières-sous-Froidmont · Champey-sur-Moselle · Fey-en-Haye · Jezainville · Lesménils · Loisy · Maidières · Montauville · Mousson · Norroy-lès-Pont-à-Mousson · Onville · Pagny-sur-Moselle · Pont-à-Mousson · Prény · Vandelainville · Vandières · Villecey-sur-Mad · Villers-sous-Prény · Vittonville · Waville

\